# Hymenophyllum epiphyticum
Hymenophyllum epiphyticum är en hinnbräkenväxtart som beskrevs av John William Moore. Hymenophyllum epiphyticum ingår i släktet Hymenophyllum och familjen Hymenophyllaceae. Inga underarter finns listade.